# Tanytarsus wendylee
Tanytarsus wendylee är en tvåvingeart som beskrevs av Peter Scott Cranston 2000. Tanytarsus wendylee ingår i släktet Tanytarsus och familjen fjädermyggor. Inga underarter finns listade i Catalogue of Life.